# Đurđa Šegedin
Đurđa Šegedin (Zagreb, 8. listopada 1916. – Zagreb, 5. svibnja 2002.) je bila hrvatska televizijska, kazališna i filmska glumica i redateljica.

## Životopis
Đurđa Šegedin rođena je 8. listopada 1916. u Zagrebu. Pohađala je Glumačku školu M. Jurackove. Bila je u braku s glumcem Đanijem Šeginom.
U svojoj kazališnoj karijeri utjelovila je Petrunjelu u Držićevom "Dundo Maroju", Armandu u Molierovim "Učenim ženama", Maricu u Mesarićkinom "Gospodskom djetetu" i mnoge druge. U Osijeku je osnovala Dječju scenu, dok je u Zagrebu vodila Pionirsko kazalište. Osim kazalištem, bavila se i snimanjem filmova.
Umrla je u 85-oj godini 5. svibnja 2002.

## Filmografija

### Filmske uloge
- "Da li je umro dobar čovjek?" (1962.)
- "Martin u oblacima" kao Zoričina gazdarica (1961.)
- "Deveti krug" kao Rhutina majka (1960.)

## Vanjske poveznice
- Đurđa Šegedin u internetskoj bazi filmova IMDb-u (engl.)